# Friedrich von Bodelschwingh der Jüngere

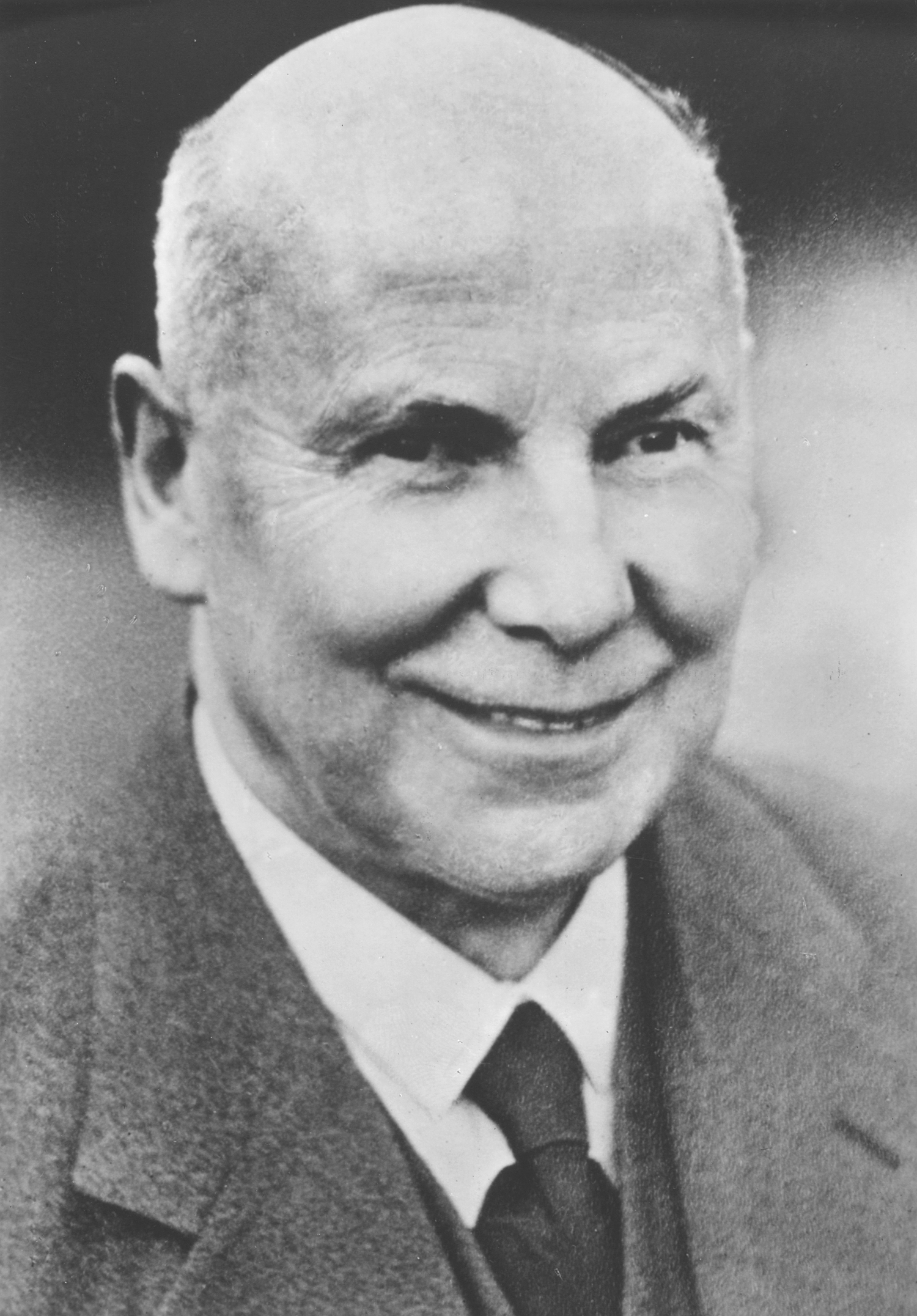
Friedrich von Bodelschwingh

Friedrich (Fritz) von Bodelschwingh (* 14. August 1877 in Gadderbaum, heute Bielefeld; † 4. Januar 1946 ebenda) war ein deutscher evangelischer Theologe. Bekannt ist er als langjähriger Leiter der Von Bodelschwinghschen Anstalten Bethel und als designierter, aber von den NS-Behörden nicht bestätigter erster Reichsbischof der Deutschen Evangelischen Kirche.

## Herkunft und Familie
Friedrich von Bodelschwingh wuchs als Sohn von Pastor Friedrich von Bodelschwingh und seiner Ehefrau Ida von Bodelschwingh, geborene von Bodelschwingh, zusammen mit seinen Geschwistern in der westfälischen Adelsfamilie von Bodelschwingh auf. Am 30. April 1911 heiratete er Julia, geborene von Ledebur. Die Ehe blieb kinderlos. Bereits früher hatten seine Brüder Wilhelm und Gustav deren ältere Schwestern Luise und Adelheid geheiratet. Beide Brüder arbeiteten ebenso wie die Schwester Frieda lange Zeit in den von ihrem Vater und später von Fritz selbst geleiteten Von Bodelschwinghschen Anstalten Bethel.

## Vom Anstaltsleiter zum designierten Reichsbischof
Friedrich studierte nach dem Abitur auf dem Ratsgymnasium Bielefeld ab 1896 Evangelische Theologie in Bonn, Basel, Tübingen und Greifswald. Er wurde Mitglied der christlichen Studentenverbindungen Bonner Wingolf (1896), Schwizerhüsli Basel (1897), Tübinger Wingolf (1898) und des Greifswalder Wingolf (1899). Nach dem Studium trat er 1901 wie zuvor schon seine älteren Brüder in die 1867 gegründete und 1872 vom Vater Friedrich von Bodelschwingh übernommenen Von Bodelschwinghschen Anstalten ein. Nach dem Zweiten Theologischen Examen wurde er 1903 Hilfsprediger in Dortmund, kehrte aber schon 1904 nach der Ordination nach Bethel zurück. 
1906 übernahm er das Amt des stellvertretenden Leiters, 1910 nach dem Tod seines Vaters die Leitung der Anstalten. Er baute das diakonische Unternehmen weiter aus, besonders in pädagogischer (1919 Gründung der Heimvolkshochschule Lindenhof in Bethel, Gründung höherer Schulen) und medizinischer (1913 Gründung des Krankenhauses Gilead, Aufbau eines Forschungszentrums zur Epilepsie) Hinsicht. Die Medizinische Fakultät der Universität Heidelberg verlieh ihm mit Urkunde vom 23. März 1932 die Ehrendoktorwürde. Daneben engagierte er sich kirchenpolitisch als Mitglied im Deutschen Evangelischen Kirchenausschuss und im Central-Ausschuss für die Innere Mission.
Am 27. Mai 1933 wurde er durch das Dreierkollegium aus dem Präsidenten des Deutschen Evangelischen Kirchenbundes und des Evangelischen Oberkirchenrats der Evangelischen Kirche der Altpreußischen Union Hermann Kapler, Landesbischof August Marahrens (Hannover) und Hermann Albert Hesse (Elberfeld) zum ersten Reichsbischof der Deutschen Evangelischen Kirche designiert, trat aber auf Druck der Nationalsozialisten bereits im Juni zurück und wurde durch den deutsch-christlichen Wehrkreispfarrer Ludwig Müller ersetzt, der das Amt bis 1945 ausübte. Bodelschwingh stellte sich im Kirchenkampf auf die Seite der Bekennenden Kirche.

## Wirken zur Zeit des Nationalsozialismus

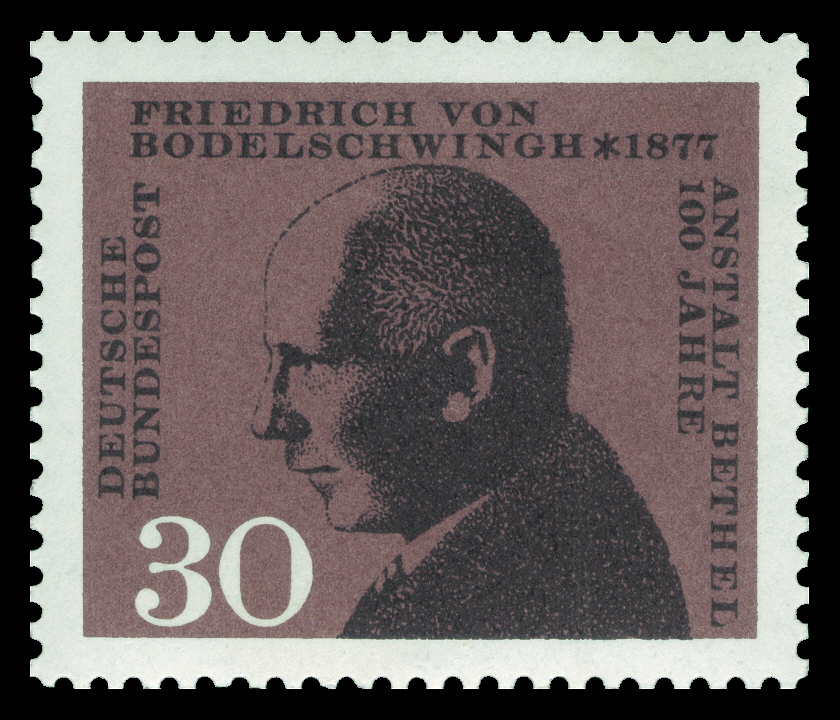
Briefmarke von 1967

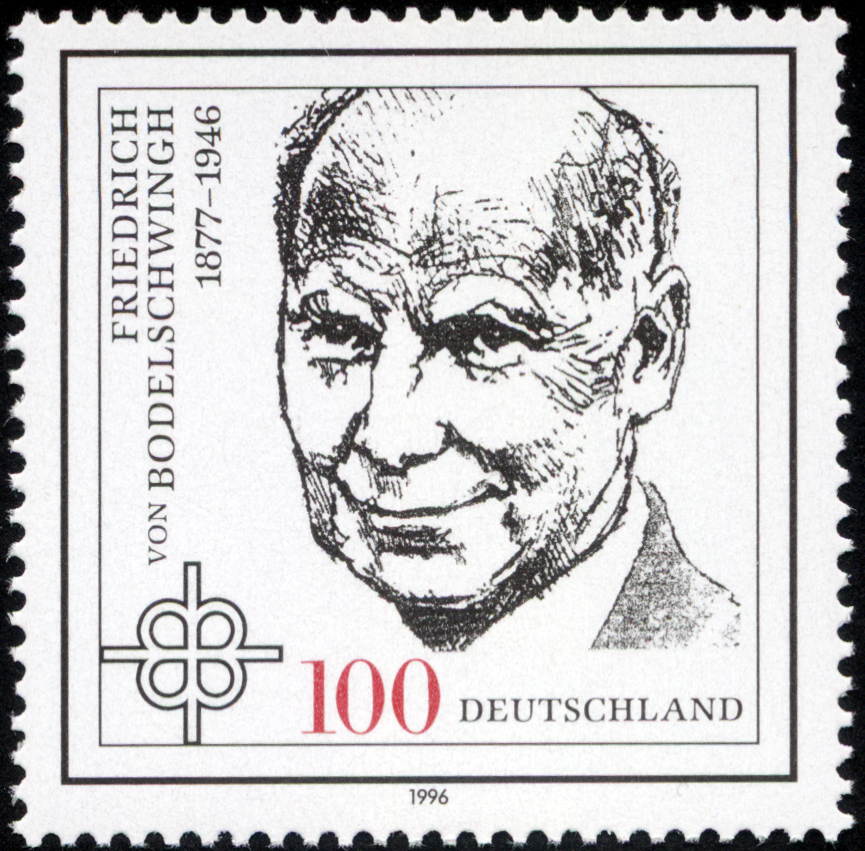
Deutsche Post 1996

Von Bodelschwinghs Haltung zu eugenischen Sterilisationen war ambivalent. Dem Gedankengut der Erbhygieniker verschloss er sich anfangs nicht. In einer Rede am 29. Januar 1929 zum Thema „Lebensunwertes Leben?“ setzte er sich im Stil der zeitgenössischen Diskussion mit der „katastrophale(n) Entwicklung“ durch „die wachsende Anzahl der Schwachen an Körper und Geist, der Minderwertigen“ und der damaligen Diskussion um „Ausmerzung der Minderwertigen“, „lebensunwert“ oder „minderwertig“ auseinander. Er zeigte auch die Möglichkeiten auf, diese „Bedrohung“ abzuwenden, einerseits die Sterilisation, andererseits die Euthanasie. In einem Vortrag auf der evangelischen Fachkonferenz für Eugenik, in der es um eugenische Sterilisationen ging, sagte er am 19. Mai 1931: „Ich würde den Mut haben, vorausgesetzt, dass alle Bedingungen gegeben und Schranken gezogen sind, hier im Gehorsam gegen Gott die Eliminierung an anderen Leibern zu vollziehen, wenn ich für diesen Leib verantwortlich bin.“ Bodelschwingh stand treu zum NS-Staat und verfasste am 29. März 1936 sogar aus eigenem Antrieb einen Aufruf zu den Reichstagswahlen. Zusätzlich leistete er am 21. Juli 1938 den Treueid auf Hitler – für einen Pfarrer, der nicht den Deutschen Christen angehörte, ein nicht unbedingt üblicher Schritt. Als die Eingriffe des Staates in die Kirchenpolitik zunahmen und die rassenpolitischen Ziele der Nationalsozialisten deutlicher wurden, wuchs bei Bodelschwingh in den folgenden Jahren die Distanz zum Nationalsozialismus immer mehr.
Ab 1934 wurden in Bethel von etwa 3000 behinderten Bewohnern mindestens 1176 zwangssterilisiert. Dies war von von Bodelschwingh begrüßt worden. Als 1939 die systematischen Krankenmorde mit der Aktion T4 begannen, versuchte Bodelschwingh nach Ernst Klee durch „hinhaltende Kooperation mit den NS-Stellen“ den Fortbestand der Bodelschwinghschen Anstalten zu sichern. Eine Tötung von kranken und behinderten Menschen lehnte er aus christlicher Überzeugung rundweg ab. Seit Mai 1940 gelangen ihm zusammen mit Pastor Paul Braune einige Erfolge gegen die Aktion T4, die sogenannte „Euthanasie“-Aktion der Nationalsozialisten. Damit rettete er sicherlich Menschen mit Behinderung das Leben. Aus seiner eigenen Anstalt wurden am 21. September 1940 sieben jüdische Patienten und Patientinnen auf Anordnung des Reichsinnenministeriums zunächst in die Landesheil- und Pflegeanstalt Wunstorf verlegt. Von dort wurden sie in die Tötungsanstalt Brandenburg/Havel gebracht und mit Gas umgebracht. Noch im August 1940 hatte Friedrich von Bodelschwingh einen weiteren Vorstoß gemacht, indem er an Ministerialrat Fritz Ruppert vom Reichsinnenministerium schrieb: „Sicher wäre es das beste, wenn die ganze Maßnahme sofort und endgültig eingestellt würde. Kann man sich dazu nicht entschließen, so muß ein geordnetes Verfahren festgelegt werden.“ Am 6. Januar 1941 versuchte er erneut, in einem Brief an Hermann Göring gegen die „Ausmerzung lebensunwerten Lebens“ zu protestieren, erhielt aber eine abschlägige Antwort. Die Meldebögen des Reichsministeriums des Innern, die im Juni 1940 in Bethel eintrafen, wurden nie ausgefüllt. Dazu hatte von Bodelschwingh auch anderen Anstalten der Diakonie geraten. Aus Bethel wurden keine weiteren Patienten abtransportiert.
In der Hoffnung, die „Euthanasie“ zu stoppen, setzte von Bodelschwingh auf das, was seinem Charakter und seiner politischen Auffassung am nächsten lag: Unermüdlich nahm er Kontakte und Gespräche mit Behörden, Parteifunktionären und führenden Medizinern auf, insbesondere mit Hitlers Begleitarzt Karl Brandt. Dieser sagte im Nürnberger Prozess aus, Bodelschwingh sei die einzige seriöse Warnstimme gewesen, die ihm persönlich begegnet sei:
When I talked to Pastor Bodelschwingh, the only serious warning voice I ever met personally, it seemed at first as if our thoughts were far apart, but the longer we talked and the more we came into the open, the closer and the greater became our mutual understanding. At that time we weren’t concerned with words. It was a struggle and a search far beyond the human scope and sphere. When the old Pastor Bodelschwingh after many hours left me and we shook hands, he said as his last word, “that was the hardest struggle of my life.” To him as well as to me that struggle remained, and it remained a problem too.

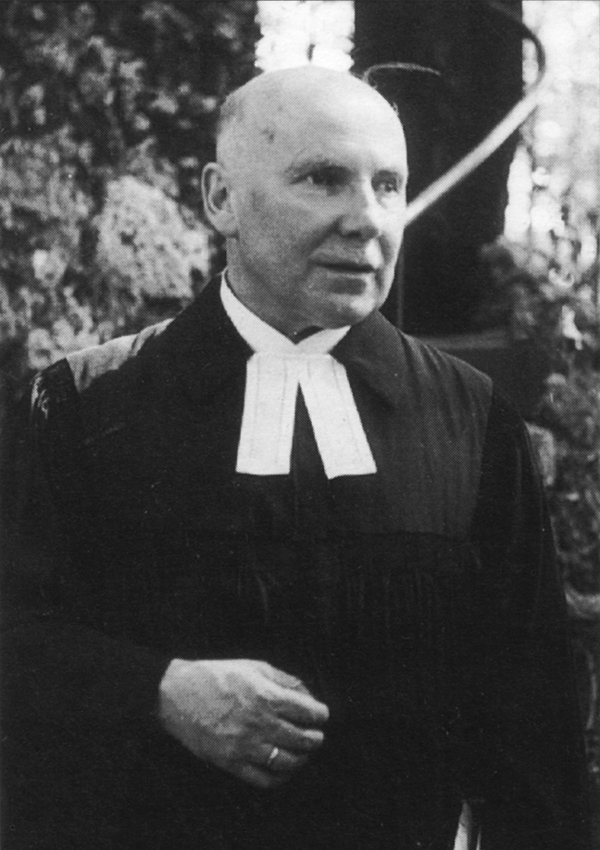

## Nachkriegszeit

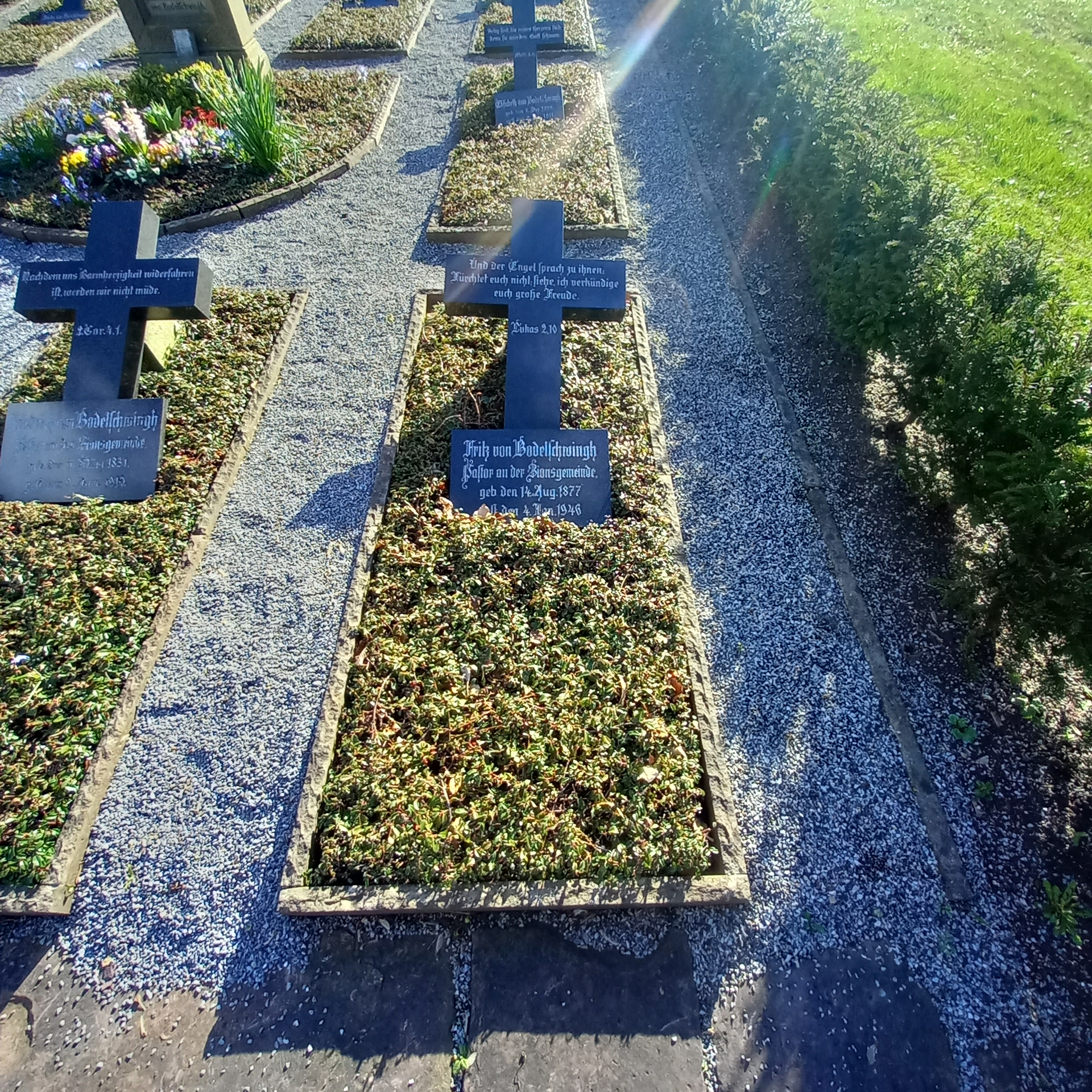
Das Grab von Friedrich von Bodelschwingh dem Jüngeren im Familiengrab auf dem alten Zionsfriedhof Bethel in Bielefeld

Nach dem Ende des Zweiten Weltkriegs nahm Bodelschwingh in einer Predigt am 27. Mai 1945 erstmals Stellung zur Schuldfrage:
„Darum können und wollen wir uns der Verantwortung für Schuld und Schicksal unseres Volkes nicht entziehen. Wir wollen uns auch nicht mit dem Hinweis darauf decken, dass wir vieles nicht gewusst haben, was hinter den Stacheldrähten der Lager und in Polen und Russland geschehen ist. Diese Verbrechen sind Taten deutscher Männer und wir haben ihre Folgen mitzutragen.“
Noch kurz vor seinem Tod hat sich Friedrich von Bodelschwingh für die Neuordnung der evangelischen Kirche starkgemacht. Schon zuvor immer auf den Ausgleich zwischen der Bekennenden Kirche und den Deutschen Christen bedacht, wurde er bei den Beratungen um einen neuen Anfang gern hinzugezogen. Auf der ersten deutschen Kirchenführer-Konferenz vom 27. bis 31. August 1945 im hessischen Treysa war es das Verdienst Bodelschwinghs, die Konferenz durch Ausgleich der unterschiedlichen theologischen, organisatorischen und personellen Positionen vor dem Scheitern zu bewahren. So prägte er als Mitschöpfer der EKD den deutschen Protestantismus weit über die Jahre seines Lebens hinaus.
Am 4. Januar 1946 starb Bodelschwingh im Alter von 68 Jahren an einer schweren Lungenerkrankung, an der er schon seit vielen Jahren litt. Er liegt auf dem alten Friedhof der Zionsgemeinde in Bethel begraben.

## Gedenktag
4. Januar im Evangelischen Namenkalender.

## Sonstiges
Friedrich von Bodelschwingh der Jüngere ist der Dichter des Kirchenliedes Nun gehören unsre Herzen ganz dem Mann von Golgatha (1938). Er gehört zu den wenigen Personen, die gleich dreimal auf einer deutschen Briefmarke erschienen sind: Die Deutsche (Bundes-)Post gab 1967 zum 100-jährigen Bestehen der Krankenanstalten Bethel, 1977 zu seinem 100. Geburtstag und 1996 zu seinem 50. Todestag jeweils eine Briefmarke mit seinem Konterfei heraus.